# Nicola Fiorita
Nicola Fiorita (Catanzaro, 14 luglio 1969) è un giurista e politico italiano, sindaco di Catanzaro a partire dal 30 giugno 2022.

## Biografia

### Formazione
Figlio di Franco Fiorita, già sindaco di Catanzaro, ha conseguito la laurea in giurisprudenza presso l'Università di Firenze ed è diventato docente universitario all'Università della Calabria, occupandosi di diritto e religione, laicità e Islam europeo.

### Attività politica
Da sempre vicino alla sinistra, si candida alle elezioni comunali del 2017 alla carica di sindaco di Catanzaro alla guida di una coalizione di liste civiche di sinistra e classificandosi terzo con una percentuale del 23,23%.

#### Sindaco di Catanzaro
A seguito di un accordo tra Partito Democratico, Movimento 5 Stelle, Volt Italia e altri movimenti progressisti, Fiorita viene nuovamente candidato alla carica di primo cittadino di Catanzaro, questa volta con il sostegno di tutta la coalizione di centro-sinistra, in occasione delle elezioni comunali del 2022. Risulta eletto sindaco al ballottaggio, superando lo sfidante di centro-destra Valerio Donato con una percentuale del 58%, malgrado le liste a suo sostegno risultano essere in minoranza in consiglio comunale, portando ad una situazione di cosiddetta anatra zoppa.
Alle elezioni provinciali si candida come presidente, sostenuto dalla coalizione di centrosinistra,  ma viene sconfitto dal candidato Amedeo Mormile.

## Opere (selezione)
- Remunerazione e previdenza dei ministeri di culto (2003)
- Separatismo e laicità: testo e materiali per un confronto tra Stati Uniti e Italia in tema di rapporti stato/chiese, con Vittoria Barsotti (2008)
- Oplà. Cristalli di parole, l'estrema vergogna e il modo (2011)
- L'Islam spiegato ai miei studenti. Undici lezioni sul diritto islamico (2012)
- Scuola pubblica e religioni (2012)
- La rivoluzione è un pranzo di gala: storie di cibo e di Calabria (2012)
- Il bicchiere mezzo pieno (2015)